# 維珍妮
維珍妮國際（控股）有限公司，簡稱維珍妮國際（控股）、維珍妮國際，以及維珍妮（英語：Regina Miracle International (Holdings) Limited，港交所：2199），在1998年，由洪游歷（主席）和譚榮昌（譯音）於香港（總部）成立「維珍妮國際有限公司」。
業務在香港和全球經營設計與製造一系列的貼身內衣和功能性運動類產品。
股份則在2015年10月8日於港交所主板上市。招股價為6.38港元，全球發售為2.95億股，而集資額為16.092億港元，主要用作擴大產能及研發開支、用於償還貸款，和為營運資金，其中基礎投資者L(Overseas)Holdings LP及Tianhai International，將各認購1,000萬美元的股份。

## 外部連結
- reginamiracleholdings.com （页面存档备份，存于）